# おねがい!サミアどん
『おねがい!サミアどん』は、イーディス・ネズビットによる児童書「砂の妖精」を原作としたテレビアニメ。

## 概要
1985年4月2日 - 1986年2月4日までNHKで放送された。全39回（全78話）。放送時間は火曜18:00 - 18:30（JST) 。2012年ではKBS京都ととちぎテレビ、2014年にはサンテレビ、カートゥーン ネットワークで、2015年にはTOKYO MXで、いずれもデジタルリマスター版が放送された。
主人公の名前は、原作では「the Psammead（サミアド/サミアッド）」だが、「サミアどん」に変更されている（23話でゲストキャラクターから原作基準で「サミアドさん」と呼ばれた事もある）。
1985年4月には、全国共済農業協同組合連合会のキャンペーンのイメージキャラクターに起用された。
2021年7月30日にベストフィールドから初ソフト化となるDVDが発売される。

## ストーリー
サミアどんは、一日に一度だけ願い事を叶えてくれる砂の妖精。子供たちは彼に色々な頼み事をするのだが、決まって大騒動が起きてしまう。

## 登場人物
サミアどん
声 - 川久保潔
本作の主人公で、砂の妖精。1日に1回だけ魔法が使える。その魔法の効力は日が沈むまで続く。
水が大嫌いで、水に濡れると死んでしまうと語っており、雨の日は地中にもぐっていて出てこない。
いつも三角の帽子を深くかぶっており、どんなことがあっても絶対に帽子の中を見せることはない。
ワニと子供が泣くところが嫌いらしい。タイヤのゴムが好物。
シル・ターナー
声 - 竹村拓
サミアどんにお願いをする少年。4人兄弟の長男。
ロバート・ターナー
声 - 青木和代
シルの弟で4人兄弟の次男。
ジェーン・ターナー
声 - 斎藤真理
シルの妹で唯一の女の子。
チビ
声 - 三宅由美
4人兄弟の末弟でまだ赤ちゃん。劇中では「チビ」または「チビちゃん」としか呼ばれておらず、本名は不明。
アン・ホプキンス
声 - 麻上洋子
シルのガールフレンド。
ハリー
声 - 朝井良江
読書好きの無愛想な少年。石橋の上で一人で本を読んでいることが多く、サミアどんの魔法によって起きたトラブルで橋から落ちることがパターン化している。
サミ子
声 - 潘恵子
サミアどんの恋人。サミアどんのことを「サミアさん」と呼ぶ。

## スタッフ
- 製作：藤岡豊
- プロデューサー：加藤俊三
- チーフディレクター：小林治
- キャラクターデザイン：芝山努
- 作画監督：河内日出夫
- 美術監督：大野広司
- 撮影監督：高橋宏固
- 録音監督：春日正伸
- 音楽：羽田健太郎
- 音楽監督：鈴木清司
- 録音技術：太田時雄、下野留之（NHK制作技術センター）
- 音響効果：大八木健二、杉本伸二（NHK制作技術センター）、宮田音響
- 選曲：合田豊
- 録音制作：NHKプロモートサービス
- 編集：鶴渕允寿、高橋和子
- 現像：東京現像所
- 制作協力：亜細亜堂
- 製作：東京ムービー新社
- 企画・制作：NHK（※再放送はノンクレジット）

## 主題歌
発売元は全てビクター音楽産業。
オープニングテーマ - 「瞬間はファンタジー」
作詞 - 佐藤ありす / 作曲・編曲 - 水沢朱里 / 歌 - 長山洋子
エンディングテーマ - 「ハーフムーンの気持ち」
作詞 - 佐藤ありす / 作曲 - 羽田健太郎 / 編曲 - 水沢朱里 / 歌 - 長山洋子
挿入歌
「あ・な・た・色WEEKLY」
作詞・作曲 - 恩田久義 / 編曲 - 渡辺敬之 / 歌 - 千葉湖吹美
「愛の贈り物」
作詞 - 神田ヒロミ / 作曲 - いけたけし / 編曲 - 渡辺敬之 / 歌 - 千葉湖吹美
イメージソング - 「サミアどん音頭（ブギ）」
作詞 - 東京ムービー新社企画部 / 作曲・編曲 - 羽田健太郎 / 歌 - 川久保潔 & ビクター少年民謡会

## 各話リスト
| 回 | 放送日        | サブタイトル                     | 脚本                  | 演出       |
| -- | ------------- | -------------------------------- | --------------------- | ---------- |
| 1  | 1985年 4月2日 | 妖精が出たドーン                 | 多地映一              | 小林治     |
| 1  | 1985年 4月2日 | コワレモノ注意だドーン           | 萩田寛子              | 井内秀治   |
| 2  | 4月16日       | もてもてサミアドーン             | 朝倉千筆              | 向後知一   |
| 2  | 4月16日       | 蝶々になったドーン               | 朝倉千筆              | 石井文子   |
| 3  | 4月23日       | 人魚になったドーン               | 金子裕                | 望月智充   |
| 3  | 4月23日       | 星のブローチだドーン             | 朝倉千筆              | 本郷満     |
| 4  | 4月30日       | スリル!円盤だドーン              | 山崎晴哉              | 向後知一   |
| 4  | 4月30日       | ロボットの子守りだドーン         | 朝倉千筆              | 須田裕美子 |
| 5  | 5月7日        | 世界一のパンだドーン             | 朝倉千筆              | 石井文子   |
| 5  | 5月7日        | 歯みがき嫌いだドーン             | 翁妙子                | 本郷満     |
| 6  | 5月14日       | 身がわりデートだドーン           | 金子裕                | 本郷満     |
| 6  | 5月14日       | 退屈させないドーン               | 多地映一              | 望月智充   |
| 7  | 5月28日       | 小さな雨雲だドーン               | 翁妙子                | 井内秀治   |
| 7  | 5月28日       | くまちゃんが行くドーン           | 翁妙子                | 望月智充   |
| 8  | 6月4日        | 頭がよくなったドーン             | 朝倉千筆              | 竹内啓雄   |
| 8  | 6月4日        | 名探偵だドーン                   | 多地映一              | 本郷満     |
| 9  | 6月11日       | 買物は楽しいドーン               | 朝倉千筆              | 本郷満     |
| 9  | 6月11日       | ケチンボはきらいだドーン         | 萩田寛子              | 望月智充   |
| 10 | 6月18日       | 出た! サミ子だドーン             | 朝倉千筆              | 竹内啓雄   |
| 10 | 6月18日       | 吸血鬼が出たドーン               | 金子裕                | 井内秀治   |
| 11 | 6月25日       | 犬の耳になったドーン             | 萩田寛子              | 本郷満     |
| 11 | 6月25日       | ラッタタのラッパだドーン         | 萩田寛子              | 向後知一   |
| 12 | 7月2日        | おしゃべりピエロだドーン         | 翁妙子                | 難波桂子   |
| 12 | 7月2日        | 僕の飛行機だドーン               | 翁妙子                | 片渕須直   |
| 13 | 5月21日       | 魔法のお水だドーン               | 金子裕                | 小林和彦   |
| 13 | 5月21日       | お好みドレスだドーン             | 翁妙子                | 石井文子   |
| 14 | 7月9日        | 身がわりつらいドーン             | 朝倉千筆              | 井内秀治   |
| 14 | 7月9日        | コンブ怪獣だドーン               | 朝倉千筆              | 本郷満     |
| 15 | 7月16日       | ユーレイが出たドーン             | 朝倉千筆              | 井内秀治   |
| 15 | 7月16日       | 氷のお城だドーン                 | 翁妙子                | 本郷満     |
| 16 | 7月23日       | サミアどんの誕生日だドーン       | もとひら了            | 片渕須直   |
| 16 | 7月23日       | 魔法のランプだドーン             | 翁妙子                | 向後知一   |
| 17 | 7月30日       | タイヤかじりは誰?ドーン          | 金子裕                | 小林和彦   |
| 17 | 7月30日       | ネッシー!?が出たドーン           | 朝倉千筆              | 森脇真琴   |
| 18 | 9月3日        | よみがえれ!サミアドーン          | 萩田寛子              | 井内秀治   |
| 18 | 9月3日        | 赤い靴はいたドーン               | 多地映一              | 本郷満     |
| 19 | 9月10日       | ライバル出たドーン               | 多地映一              | 井内秀治   |
| 19 | 9月10日       | あれッ!?くっついたドーン         | 翁妙子                | 小林和彦   |
| 20 | 9月17日       | うらない師サミ子ドーン           | 朝倉千筆              | 竹内啓雄   |
| 20 | 9月17日       | 力持ちになったドーン             | 萩田寛子              | 本郷満     |
| 21 | 9月24日       | 海底探検!?だドーン               | 翁妙子                | 井内秀治   |
| 21 | 9月24日       | 風の妖精マリーだドーン           | もとひら了            | 向後知一   |
| 22 | 10月1日       | ボクの遊園地だドーン             | 朝倉千筆              | 森脇真琴   |
| 22 | 10月1日       | 犬さがしの靴だドーン             | 金子裕                | 中村孝一郎 |
| 23 | 10月8日       | 固ゆでタマゴだドーン             | 朝倉千筆              | 竹内啓雄   |
| 23 | 10月8日       | 鏡の国のアンだドーン             | 翁妙子                | 本郷満     |
| 24 | 10月15日      | ひょーきんウサギだドーン         | 翁妙子                | 井内秀治   |
| 24 | 10月15日      | ナイスレディ!!だドーン           | 朝倉千筆              | 小林和彦   |
| 25 | 10月22日      | そうじしてよサミ子ドーン         | 朝倉千筆              | 竹内啓雄   |
| 25 | 10月22日      | ハチャメチャ世界だドーン         | もとひら了            | 向後知一   |
| 26 | 10月29日      | 透明人間をつかまえるドーン       | 金子裕                | 小林和彦   |
| 26 | 10月29日      | 本は役に立つドーン               | 朝倉千筆              | 本郷満     |
| 27 | 11月5日       | 羊がいっぱいだドーン             | 朝倉千筆              | 井内秀治   |
| 27 | 11月5日       | 夢みるジェーンだドーン           | 萩田寛子              | 森脇真琴   |
| 28 | 11月12日      | 西部ゲキだドーン                 | 多地映一              | 竹内啓雄   |
| 28 | 11月12日      | 居眠りオルゴールだドーン         | 田部俊行              | 小林和彦   |
| 29 | 11月19日      | ロバートは軽いドーン             | 萩田寛子              | 本郷満     |
| 29 | 11月19日      | 宇宙に住むんだドーン             | 翁妙子                | 向後知一   |
| 30 | 11月26日      | ヤドカリ悪魔だドーン             | 朝倉千筆              | 本郷満     |
| 30 | 11月26日      | らくちんサイクリングだドーン     | もとひら了            | 井内秀治   |
| 31 | 12月3日       | 魔法がズレたドーン               | 多地映一              | 奥脇雅晴   |
| 31 | 12月3日       | 恐怖!シェイプアップだドーン      | 朝倉千筆              | 小林和彦   |
| 32 | 12月10日      | 巨大チビちゃんだドーン           | 麻尾るみこ            | 森脇真琴   |
| 32 | 12月10日      | 天国にきたドーン                 | 多地映一              | 中村孝一郎 |
| 33 | 12月17日      | 手品は嫌いだドーン               | 朝倉千筆              | 本郷満     |
| 33 | 12月17日      | 闇の女王と対決だドーン           | もとひら了            | 向後知一   |
| 34 | 12月24日      | 砂のお家に招待!orご招待!? ドーン | 金子裕                | 小林和彦   |
| 34 | 12月24日      | お嫁に行くドーン                 | 翁妙子                | 井内秀治   |
| 35 | 1986年 1月7日 | ニャンニャン猫だドーン           | 萩田寛子              | 本郷満     |
| 35 | 1986年 1月7日 | カピの胃袋をさがせドーン         | 田部俊行              | 中村孝一郎 |
| 36 | 1月14日       | ドッキリ! チビちゃん人形だドーン | 麻尾るみ子 たいら文平 | 本郷満     |
| 36 | 1月14日       | カピは名犬だドーン               | 田部俊行              | 奥脇雅晴   |
| 37 | 1月21日       | カラスと仲良しだドーン           | 翁妙子                | 小林和彦   |
| 37 | 1月21日       | ノーベル賞はつらいドーン         | 麻尾るみ子 たいら文平 | 本郷満     |
| 38 | 1月28日       | 海賊退治だドーン                 | 萩田寛子              | 向後知一   |
| 38 | 1月28日       | 魔法ちがいだドーン               | 多地映一              | 望月智充   |
| 39 | 2月4日        | パパが遊んだドーン               | 朝倉千筆              | 森脇真琴   |
| 39 | 2月4日        | 絵本の中だドーン                 | 多地映一              | 小林和彦   |

| NHK総合 火曜18時台前半枠                                                                         | NHK総合 火曜18時台前半枠 | NHK総合 火曜18時台前半枠                                  |
| 前番組                                                                                           | 番組名                   | 次番組                                                    |
| ------------------------------------------------------------------------------------------------ | ------------------------ | --------------------------------------------------------- |
| ひげよさらば （平日18:00 - 18:10）どんなモンダイQてれび （平日18:10 - 18:30） 【月曜単独に変更】 | おねがい!サミアどん      | にっぽん列島ただいま6時 （平日帯） 【ここからニュース枠】 |

## ネット配信
2019年10月2日より、YouTubeの「TMSアニメ55周年公式チャンネル」から第3回までが無料配信されている。なお制作クレジットは初回同様「東京ムービー新社」になっている。

## 劇場版

### 概要
1989年3月11日公開。映画『それいけ!アンパンマン』シリーズ通算第1作の『それいけ!アンパンマン キラキラ星の涙』の併映作。

### スタッフ
- 監督：小林治
- プロデューサー：柳内一彦
- 原作：イーディス・ネズビット
- 脚本：多地映一、翁妙子
- 作画監督：河内日出夫
- 美術：大野広司
- 配給：松竹富士